# Mięśnie zwieracze gardła
Mięśnie zwieracze gardła (łac. musculi constrictores pharyngis) – grupa mięśni mających za zadanie zwieranie gardła.
Mięśnie zwieracze gardła leżą w środkowej, mięśniowej części ściany gardła. Z obu stron (wewnętrznej i zewnętrznej) sąsiadują z nimi powięzie (powięź głęboka gardła, powięź powierchowna gardła). Oprócz nich do mięśni gardła zaliczają się również mięśnie rozwieracze gardła, których działanie jest w stosunku do mięśni zwieraczy gardła antagonistyczne.
W obrębie mięśni zwieraczy gardła wyróżnić można 3 zespoły mięśni. Kryterium podziału opiera się o ich położenie.
- zwieracze gardła przednie (musculi constrictores pharyngis rostrales)
  - mięsień podniebienno-gardłowy (musculus palatopharyngeus)
  - mięsień skrzydłowo-gardłowy (musculus pterygopharyngeus)
- zwieracze gardła środkowe
  - mięsień gnykowo-gardłowy (musculus hyopharyngeus)
- zwieracze gardła doogonowe
  - mięsień tarczowo-gardłowy (musculus thyropharyngeus)
  - mięsień pierścienno-gardłowy (musculus cricopharyngeus)

Inne mianownictwo stosuje się w odniesieniu do człowieka. Wyróżnia się u niego mięsień zwieracz górny gardła (musculus constrictor pharyngis superior), mięsień zwieracz środkowy gardła (musculus constrictor pharyngis medius) oraz mięsień zwieracz dolny gardła (musculus constrictor pharyngis inferior).